# 高尾鉄叟
高尾 鉄叟（たかお てっそう、1831年（天保2年9月）- 1905年（明治38年）2月15日）は、日本の剣術家、柔術家。流派は鉄仲流剣術、真心揚流柔術。称号は大日本武徳会剣道範士。号は独立斎。

## 経歴
肥前国長崎生まれ。神陰一刀流を開いた水戸浪人・赤松則之（鉄仲）に1843年（天保14年）より剣術を学ぶ。1849年（嘉永2年）に免許を得て、九州を2度廻国修業する。
1854年（安政元年）、流名を師の号から採った「鉄仲流」に改め、江戸に道場・練武館を開くが、翌年の安政の大地震で焼失した。その後、関八州を廻国修業し、相模国浦賀で中山作三郎に蘭学を学んだ。
1857年（安政4年）、岡山藩主に招かれ、備中で約2年剣術を指導する。1859年（安政6年）、師の赤松則之の死により長崎に戻る。1860年（万延元年）、長崎奉行所の剣術道場・乃武館の教授に就任。
1865年（慶応元年）、第二次長州征討に従軍。1867年（慶応3年）、長崎奉行配下の治安維持部隊「遊撃隊」の師範となる。
道場・報国館を開き剣術と柔術を指導した。明治維新後は、警察や学校等でも剣術を指導した。長崎県において鉄叟は柴江運八郎（神道無念流）と並ぶ達人として知られるようになった。弟子に剣道十段となった中野宗助がいる。

## 称号
- 1896年（明治29年）、大日本武徳会第2回精錬証
- 1903年（明治36年）、大日本武徳会第1回範士号